# Симский пруд
Симский пруд — пруд в верховьях реки Сим в городе Сим Челябинской области. Гидрологический памятник природы, место отдыха.

## История
Пруд введён в эксплуатацию в 1761 году при строительстве завода.

## География
Берега крутые, поросшие елово-пихтовым лесом, сложены карбонатными породами. Дно песчано-илистое.
В центре Симского пруда находится известковый скалистый бугор «Жукова Шишка», на котором произрастают редкие виды растений.

## Морфометрия
Максимальная глубина водоёма 9 метров, средняя глубина 4,3 метра.

## Охранный статус
Пруд охраняется как памятник природы с 1987 года. Граница памятника природы «Симский пруд» установлена по среднемноголетнему уровню воды, равному 209,7 м в Балтийской системе высот. В границу памятника природы общей площадью 36,7 га включена и гора «Жукова Шишка» на острове.

## Флора и фауна
В водоеме обитает карась, плотва, окунь, щука.